# 1021
Évszázadok: 10. század – 11. század – 12. század
Évtizedek: 970-es évek – 980-as évek – 990-es évek – 1000-es évek – 1010-es évek – 1020-as évek – 1030-as évek – 1040-es évek – 1050-es évek – 1060-as évek – 1070-es évek
Évek: 1016 – 1017 – 1018 – 1019 –  1020 – 1021 – 1022 – 1023 – 1024 – 1025 – 1026

## Események
- al-Záhir egyiptomi kalifa trónra lépése.
- Samsz ad-Daula halálát követően fia, Szamá ad-Daula örökli a hamadáni emírséget.
- A bagdadi török hadsereg Musarrif ad-Daulát kiáltja ki iraki emírnek fivére, Szultán ellenében, aki elfogadja öccse emírségét annak fejében, hogy hűséget esküszik neki.

## Születések
- Eudokia Makrembolitissza császárnő, X. Kónsztantinosz bizánci császár felesége († 1096).

## Halálozások
- február 13. – al-Hákim egyiptomi kalifa (* 985).
- Samsz ad-Daula, Hamadán emírje